# Hardflip (film)
Hardflip is een Amerikaanse dramafilm uit 2012. De film werd geregisseerd door Johnny Remo.

## Verhaal
Caleb is een 18-jarige jongen die graag skatet en alleen opgroeit met zijn moeder, Bethany. Financieel staan ze niet sterk en Bethany is daardoor genoodzaakt zich suf te werken met twee banen. Later wordt duidelijk dat ze kanker onder de leden heeft en kort daarna komt ze te overlijden. Caleb is woest op wat hem allemaal overkomt en hij besluit zijn welgestelde vader te ontmoeten. Met zijn vader Jack ontwikkelt hij, na het overlijden van zijn moeder, een steeds betere band.

## Rolverdeling
| Acteur              | Personage | Opmerkingen                        |
| ------------------- | --------- | ---------------------------------- |
| Randy Wayne         | Caleb     | 18-jarige zoon van Jack en Bethany |
| John Schneider      | Jack      | Calebs vader                       |
| Rosanna Arquette    | Bethany   | Calebs moeder                      |
| Sean Michael Afable | Joey      | Cameraman voor de skaters          |
| Jason Dundas        | Ryder     | Leider van een skategroepje        |